# U 615
U 615 war ein von der Kriegsmarine im Zweiten Weltkrieg eingesetztes U-Boot vom Typ VII C. Während seiner vier Feindfahrten versenkte es vier Handelsschiffe mit 27.231 BRT, wobei 191 Menschen starben, und schoss zwei Flugzeuge ab. Das U-Boot wurde am 7. August 1943 in der Karibik von alliierten Flugzeugen schwer beschädigt und kurz darauf selbstversenkt. Während vier Besatzungsmitglieder – unter ihnen der Kommandant Ralph Kapitzky – dabei umkamen, gerieten die übrigen 43 in US-amerikanische Kriegsgefangenschaft. Ein Mann war bereits im Juni 1943 an Bord gefallen.

## Bau und Ausstattung
U 615 hatte an der Oberfläche eine Wasserverdrängung von 769 t und unter Wasser 871 t. Sie war insgesamt 67,1 m lang, 6,2 m breit, 9,6 m hoch mit einem 50,5 m langen Druckkörper und hatte einen Tiefgang von 4,74 m. Das in der Hamburger Werft Blohm & Voss gebaute U-Boot wurde von zwei Viertakt-Dieselmotoren F46 mit je 6 Zylindern und Ladegebläse der Kieler Germaniawerft mit einer Leistung von 2060 bis 2350 kW, bei Unterwasserbetrieb mit zwei Elektromotoren GU 460/8–27 von AEG mit einer Leistung von 550 kW angetrieben. Es hatte zwei Antriebswellen mit zwei 1,23 m großen Schiffsschrauben. Das Boot war zum Tauchen bis in Tiefen von 230 m geeignet.
Das U-Boot erreichte an der Oberfläche Geschwindigkeiten von bis zu 17,7 Knoten und unter Wasser bis zu 7,6 Knoten. Aufgetaucht konnte das Boot bei 10 Knoten bis zu 8500 Seemeilen weit fahren, untergetaucht bei 4 Knoten bis zu 80 Seemeilen. U 615 war mit fünf 53,3-cm-Torpedorohren – vier am Bug und eins am Heck – und vierzehn Torpedos, einer 8,8-cm-Kanone SK C/35 mit 220 Schuss Munition, einer 3,7-cm-FlaK M42 18/36/37/43 und zwei 2-cm-FlaK C/30 ausgestattet.

## Mannschaft
Die Mannschaftsstärke des U-Boots betrug 44 bis 60 Mann. Bei seiner letzten Fahrt waren es 48 Mann.

## Einsätze
Nach seiner Indienststellung wurde U 615 unter dem Kommando des in Dresden geborenen Kapitänleutnants Ralph Kapitzky (1916–1943, von der Crew 35) ab 27. März 1942 zunächst in Hamburg und dann in Kiel und weiteren Ostseehäfen erprobt und diente bis zum 4. September 1942 bei der in Danzig ansässigen 8. U-Flottille als Ausbildungsboot.
Am 5. September 1942 verließ das nun der in La Pallice stationierten 3. U-Flottille zugeteilte U 615 den Kieler Hafen und wurde am 6. September 1942 in Kristiansand aufgetankt, um von dort am 7. September 1942 zu seiner ersten Feindfahrt im Nordatlantik östlich von Neufundland aufzubrechen. Am 11. Oktober 1942 versenkte es das panamaische Dampffrachtschiff El Lago mit 4221 BRT, wobei nur zwei Mann gerettet wurden und die übrigen 57 starben, und am 23. Oktober 1942 das britische Kühlschiff Empire Star mit 12.565 BRT, von dessen Besatzung 42 umkamen und 61 gerettet wurden. Am 30. Oktober traf U 615 im Hafen von La Pallice ein, einem Vorort von La Rochelle.
Am 25. November 1942 verließ U 615 La Pallice zu seiner zweiten Feindfahrt, bei der es als Teil der U-Boot-Gruppen „Draufgänger“ und „Ungestüm“ im Nordatlantik westlich von Irland und südlich von Island operierte und auf keinerlei feindliche Schiffe traf. Am 2. Januar 1943 wurde U 615 durch U 225 mit Treibstoff versorgt. Am 9. Januar 1943 kehrte es nach La Pallice zurück.
Am 18. Februar 1943 lief U 615 zu seiner dritten Feindfahrt aus La Pallice aus, um abermals im Nordatlantik zu operieren, diesmal als Teil der U-Boot-Gruppen „Burggraf“, „Raubgraf“, „Seewolf“ und „Adler“ nordöstlich von Neufundland und südlich von Grönland. Am 23. März 1943 wurde es durch U 463 mit Treibstoff, Motorenöl und Proviant versorgt. Am 11. April 1943 versenkte es das US-amerikanische Dampffrachtschiff Edward B. Dudley mit 7177 BRT, dessen 69 Besatzungsmitglieder dabei alle umkamen. Kommandant Kapitzky wurde durch umherfliegende Trümmer des in 800 m Entfernung explodierten Schiffes verwundet. Am 20. April 1943 traf U 615 wieder in La Pallice ein.

## Letzter Einsatz und Ende
Am 12. Juni 1943 lief U 615 ein letztes Mal aus La Pallice aus und operierte im Nordatlantik und der Karibik. Am 12. Juni 1943 attackierte im Golf von Biskaya eine Vickers Wellington (547 Squadron RAF/H, Pilot: P/O J.W. Hermiston) das U-Boot, ohne Schaden anzurichten. Am 14. Juni 1943 wurde das U-Boot von einer britischen Short Sunderland angegriffen, als sich auch U 257 und U 600 in der Nähe aufhielten. Heinz Wilke, der Flakschütze an Deck, wurde dabei getötet, doch gelang es dem Oberbootsmannsmaat Helmut Langner, das angreifende Flugzeug abzuschießen. Am 26. Juni 1943 wurde U 615 durch U 488 mit Ersatzteilen und durch U 535 mit Treibstoff versorgt. Am 28. Juli 1943 torpedierte das U-Boot in der Karibik ein weiteres Handelsschiff. Wahrscheinlich handelte es sich dabei um das niederländische Schiff Rosalia mit 3177 BRT, das an diesem Tag sank. 23 Mann an Bord starben, nur 13 wurden gerettet.
Als U 615 am Abend des 6. August 1943 in der Karibik südöstlich von Curaçao operierte, wurde es von mehreren Flugzeugen angegriffen und schwer beschädigt: Martin PBM Mariner P-6 und P-8 der US Navy Squadron VP-204, Martin PBM Mariner P-2, P-4 und P-11 der US Navy Squadron VP-205 sowie Lockheed Ventura B-5 der US Navy Squadron VB-130 und der US Army Squadron VB-130. Die Martin PBM Mariner VP-205 USN/P-4 wurde abgeschossen, doch vier Mann der U-Boot-Besatzung, darunter Kapitänleutnant Kapitzky und Obermaat Helmut Langner, wurden bei dem Angriff schwer verwundet und starben mangels ausreichender chirurgischer Versorgung. Kommandant Kapitzky übertrug vor seinem Tode das Kommando auf den ersten Wachoffizier Leutnant zur See Herbert Schlipper. Als sich am 7. August 1943 der US-Zerstörer USS Walker (DD-517) näherte, wurde das nun chancenlose U-Boot selbstversenkt, nachdem alle Mann von Bord gegangen waren. In einer Tiefe von etwa 4000 m explodierten durch den Druck die Torpedos im sinkenden Boot, was die im Wasser schwimmenden Überlebenden wie einen Schlag spürten. Die Walker näherte sich den schwimmenden Deutschen und nahm zwei Mann an Bord, fuhr aber nach der Unterwasser-Explosion davon. Die Schwimmenden rechneten schon mit ihrem baldigen Ertrinken, doch der feindliche Zerstörer kehrte zurück und holte auch die übrigen 41 Mann aus dem Wasser.
Bei der letzten Feindfahrt kamen somit fünf Besatzungsmitglieder um, davon vier beim letzten Angriff – unter ihnen der Kommandant Ralph Kapitzky –, während die übrigen 43 Männer in US-amerikanische Kriegsgefangenschaft gerieten.

## Schicksal der Gefangenen
Fünf der Gefangenen überlebten die Gefangenschaft in den USA nicht – Helmut Fischer, Fritz Franke, Günter Külsen, Bernhard Reyak und Rolf Wizuy. In ihren Zellen im Verhörzentrum von Fort Hunt wurden mehrere Gefangene von einem U-Boot-Fahrer aus U 118, Werner Drechsler, der unter falschem Namen auftrat, zu technischen Details der U-Boote befragt. Keiner von ihnen vertraute jedoch dem Mann. In einem Lager in Stringtown (Oklahoma) kamen die fünf U-Boot-Fahrer wieder zusammen und ordneten Drechsler als Verräter ein. Später wurden sie nach Camp Papago Park in Arizona verlegt. Am 12. März 1944 wurde auch Werner Drechsler in dieses Lager gebracht, doch überlebte er den Tag nicht. Die fünf Männer von U 615 und zwei weitere U-Boot-Fahrer lynchten Drechsler noch in derselben Nacht. Am 16. August 1944 wurden alle sieben Täter zum Tode verurteilt und am 25. August 1945 in Fort Leavenworth gehängt.